# Nautosphaeria cristaminuta
Nautosphaeria cristaminuta är en svampart som beskrevs av E.B.G. Jones 1964. Nautosphaeria cristaminuta ingår i släktet Nautosphaeria och familjen Halosphaeriaceae.   Inga underarter finns listade i Catalogue of Life.